# Przemysław Toma
Przemysław Toma (ur. 13 września 1993) – polski siatkarz, grający na pozycji środkowego. 
Od sezonu 2025/2026 jest trenerem przygotowania fizycznego w klubie KS Lechia Tomaszów Mazowiecki.

## Sukcesy klubowe
Młoda Liga:
- 2012

I liga:
- 2018